# Гринхоу-Смит, Дороти
До́роти Гри́нхоу-Смит (англ. Dorothy Greenhough-Smith; 27 сентября 1882, Ярм, Великобритания — 9 мая 1965, Ройал Танбридж Уэллс, Великобритания) — британская фигуристка, выступавшая в одиночном катании, бронзовый призёр Олимпийских игр 1908 года — первых Олимпийских игр, на которых была введена дисциплина фигурного катания. Также Гринхоу-Смит завоевала серебряную медаль на чемпионате мира 1912 года и дважды становилась чемпионкой Великобритании.
Гринхоу-Смит (в девичестве Маддок) — дочь писателя Джеймса Эдуарда Престона Маддока. В 1900 году вышла замуж за издателя Герберта Гринхоу-Смита (англ. Herbert Greenhough Smith), который был старше неё на 28 лет. Умерла в городке Ройал Танбридж Уэллс возрасте 82 лет.